# Ioueldaob
Ioueldaob (a volte scritto Eoueldaob) è una regione nella Repubblica di Palau, che si trova a sud dell'isola di Babeldaob.
Essa comprende le isole all'interno dello Stato di Koror e gli Stati di Peleliu e Angaur. Si tratta di una tradizionale divisione tra il Nord e le isole del sud. Ioueldaob significa letteralmente "mare inferiore", mentre Babeldaob significa "mare superiore".